# Département de Ranérou-Ferlo
Le département de Ranérou-Ferlo est l’un des 46 départements du Sénégal et l'un des 3 départements de la région de Matam, dans l'est du pays.

## Organisation territoriale
Le chef-lieu est la ville de Ranérou qui est aussi la seule commune du département.
Le département de Ranérou-Ferlo ne comporte qu'un seul arrondissement, l'arrondissement de Vélingara.

## Politique
Le département est représenté à l'Assemblée nationale par un député. 
Lors des législatives du 1er juillet 2012, six candidats étaient en lice : Aliou Dembo Sow (Benno Bokk Yaakaar), Aliou Souleymane Sow (Parti démocratique sénégalais), Harouna Bâ (Bokk Gis Gis), 
Abdou Karim Bâ (Union pour le renouveau démocratique), Abdoulaye Hamidou Bâ (Démocratie citoyenne) et Mamadou Ndiaye (And-Jëf).
Le département de Ranérou est présidé par Amadou Dawa Diallo, candidat de l'Union citoyenne Bunt Bi élu lors des élections locales du 23 janvier 2022 en battant Aliou Demba Sow, candidat de Benno Bok Yakaar, avec 55 %. Amadou Dawa Diallo est financier de formation et cadre A du Trésor public sénégalais.

## Géographie

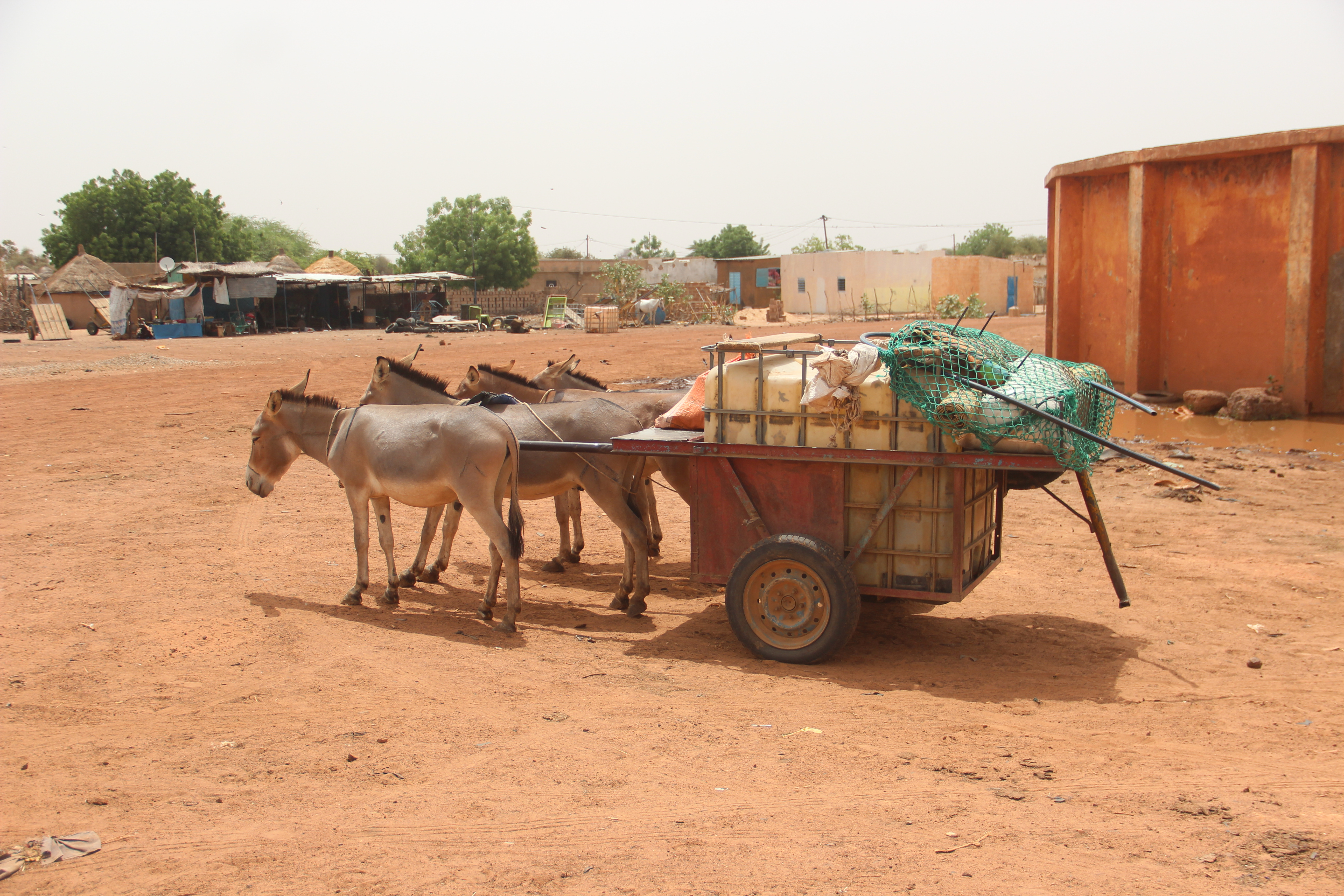
Charrette tirée par des ânes à Younoufere.

### Population
Lors du recensement de 2002, la population était de 41 660 habitants. En 2005, elle était estimée à 48 475 habitants. 
En 2023, le département de Ranérou est l'un des moins peuplés du pays avec 103 283 habitants.